# Telec di Bulgaria
Telec, o anche Teletz o Telets (... – 765), è stato un khan dei Bulgari dal 762 alla sua morte.

## Biografia
Supportato dalla nobiltà boiarda e dalla fazione anti-bizantina, Telec ascese al trono di Bulgaria nel 762.
Un suo attacco in Tracia, che era possedimento bizantino, scatenò la reazione di Costantino V: l'imperatore giunse personalmente in Tracia e, tramite una manovra a tenaglia, il 30 giugno 763 annientò l'esercito bulgaro nella battaglia di Anchialo.
Telec scampò alla morte in battaglia, ma venne ucciso qualche tempo dopo (765) in una rivolta scoppiata in patria, lasciando così il trono a deboli successori.